# Keswick Ridge
Keswick Ridge (littéralement Crête-de-Keswick en français) est un village du comté d'York, à l'ouest de la province canadienne du Nouveau-Brunswick. Le village a le statut de DSL. Dans le cadre de la réforme de la gouvernance locale du 1er janvier 2023, le DSL a été annexé à la nouvelle communauté rurale de Central York.

## Toponyme
Le nom Keswick Ridge est originaire du Malécite Quesawednek, qui signifie la colline finale. Le nom fut modifié pour ressembler à celui de la rivière Keswick, dont l'origine est différente.
Le DSL comprend les hameaux de Keswick Ridge, McKeens Corner, Sisson Settlement, Tripp Settlement et Upper Keswick.
McKeens Corner est nommé ainsi en l'honneur d'Alexander McKeen, qui s'y est établi vers la fin du XIXe siècle. Le nom de Tripp Settlement est en l'honneur de Peleg Tripp, un Loyaliste originaire de Virginie. Upper Keswick est nommé ainsi d'après sa position au nord du territoire. L'origine du nom de Sisson Settlement n'est pas connue.

## Géographie

### Géographie physique

#### Situation
Keswick Ridge est situé sur la rive gauche (nord) du fleuve Saint-Jean, à kilomètres à l'ouest de Fredericton. Le village a une superficie de 55,75 km2.
Keswick Ridge est bordé au sud par le fleuve Saint-Jean, dont le cours interrompu par le barrage de Mactaquac forme un bassin qui constitue la frontière sud du village. La rivière Keswick coule au nord puis à l'est avant de confluer en rive gauche du fleuve Saint-Jean. Au nord-ouest, le réservoir est distant de la rivière Keswick par seulement 1,6 km, signifiant que le village est situé sur une sorte de péninsule.
L'élément principal du relief est la crête de Keswick, qui traverse le territoire du nord au sud, au bord du réservoir. Son altitude atteint 194 mètres de haut. Son versant ouest est plus prononcé que son versant est. La crête se termine au bord du fleuve par une falaise haute de 110 mètres.
Keswick Ridge est limitrophe de la paroisse de Douglasau nord et à l'est, de Kingsclear et Kingsclear 6 au sud puis de la paroisse de Bright à l'ouest.

### Géographie humaine

#### Morphologie urbaine
McKeens Corner, le hameau principal, est situé à l'intersection des routes 105 et 616, au sud; il y a d'autres hameaux plus petits à proximité. Sur la route 616 s'étendent successivement vers l'ouest Keswick Ridge et Tripp Settlement. Upper Keswick et Sisson Settlement sont situés au nord, le long de la route 104.

#### Logement
Le territoire regroupant la paroisse de Bright et Keswick Ridge comptait 1295 logements privés en 2006, dont 1181 occupés par des résidents habituels. Parmi ces logements, 84,7 % sont individuels, 2,1 % sont jumelés, il n'y en a aucun en rangée et aucun sont des appartements ou duplex et 1,3 % sont des immeubles de moins de cinq étages. Enfin, 11,9 % des logements entrent dans la catégorie autres, tels que les maisons-mobiles. 90,2 % des logements sont possédés alors que 9,8 % sont loués. 65,3 % ont été construits avant 1986 et 13,1 % ont besoin de réparations majeures. Les logements comptent en moyenne 7,1 pièces et 0,8 % des logements comptent plus d'une personne habitant par pièce. Les logements possédés ont une valeur moyenne de 137 561 $, comparativement à 119 549 $ pour la province.

#### Communes limitrophes
Nord-ouest : Paroisse de Bright
Nord : Estey’s bridge
Nord-est : Estey’s bridge
Est : Oswald Grey
Sud-est : Oswald Grey
Sud : Oswald Grey
Sud-ouest : paroisse de Queensbury
Ouest : paroisse de Queensbury

## Histoire
L'école Keswick Ridge est inaugurée en 1952.

## Démographie
D'après le recensement de Statistique Canada, il y avait 1 487 habitants en 2006, comparativement à 1 331 en 2001, soit une hausse de 11,7 %. Le village a une densité de population de 27,0 habitants au kilomètre carré.
En 2021, le village compte 1 643 habitants pour une superficie de 55,16 km2, portant sa densité de population à 29,8 habitants au kilomètre carré.
| 2001  | 2006  | 2011  | 2016  | 2021  |
| ----- | ----- | ----- | ----- | ----- |
| 1 331 | 1 487 | 1 526 | 1 652 | 1 643 |

## Économie
Entreprise Central NB, membre du Réseau Entreprise, a la responsabilité du développement économique.

## Administration

### Commission de services régionaux
Keswick Ridge fait partie de la Région 11, une commission de services régionaux (CSR) devant commencer officiellement ses activités le 1er janvier 2013. Contrairement aux municipalités, les DSL sont représentés au conseil par un nombre de représentants proportionnel à leur population et leur assiette fiscale. Ces représentants sont élus par les présidents des DSL mais sont nommés par le gouvernement s'il n'y a pas assez de présidents en fonction. Les services obligatoirement offerts par les CSR sont l'aménagement régional, l'aménagement local dans le cas des DSL, la gestion des déchets solides, la planification des mesures d'urgence ainsi que la collaboration en matière de services de police, la planification et le partage des coûts des infrastructures régionales de sport, de loisirs et de culture; d'autres services pourraient s'ajouter à cette liste.

### Représentation et tendances politiques
Nouveau-Brunswick: Keswick Ridge fait partie de la circonscription provinciale de York-Nord, qui est représentée à l'Assemblée législative du Nouveau-Brunswick par Kirk MacDonald, du Parti progressiste-conservateur. Il fut élu pour la première fois lors de l'élection générale de 1999 puis réélu à chaque fois depuis, la dernière fois en 2010.
 Canada: Keswick Ridge fait partie de la circonscription électorale fédérale de Tobique—Mactaquac, qui est représentée à la Chambre des communes du Canada par Michael Allen, du Parti conservateur. Il fut élu lors de la 39e élection générale, en 2006, et réélu en 2008.

## Vivre à Keswick Ridge

### Eau, communications et énergie
Le barrage de Mactaquac est exploité par Énergie NB.

### Éducation
L'école Keswick Ridge accueille les élèves de la maternelle à la 8e année. C'est une école publique anglophone faisant partie du district scolaire #18.
Le DSL est inclus dans le territoire du sous-district 10 du district scolaire Francophone Sud. Les écoles francophones les plus proches sont à Fredericton alors que les établissements d'enseignement supérieurs les plus proches sont dans le Grand Moncton.

### Autres services publics
Keswick Ridge possède un poste d'Ambulance Nouveau-Brunswick et une caserne de pompiers.
Le village possède un poste de la Gendarmerie royale du Canada. Il dépend du district 2, dont le bureau principal est situé à Oromocto. Le bureau de poste le plus proche est quant à lui dans la paroisse de Douglas.
Keswick Ridge bénéficie de l'aérodrome Weyman (Weyman Airpark), un aérodrome public situé à Sisson Settlement, dont le code OACI est CCG3. Il possède une piste longue de 3 000 pieds.
L'église All Saints est une église anglicane.
Les anglophones bénéficient des quotidiens Telegraph-Journal, publié à Saint-Jean, et The Daily Gleaner, publié à Fredericton. Ils ont aussi accès au bi-hebdomadaire Bugle-Observer, publié à Woodstock. Les francophones ont accès par abonnement au quotidien L'Acadie nouvelle, publié à Caraquet, ainsi qu'à l'hebdomadaire L'Étoile, de Dieppe.

## Culture

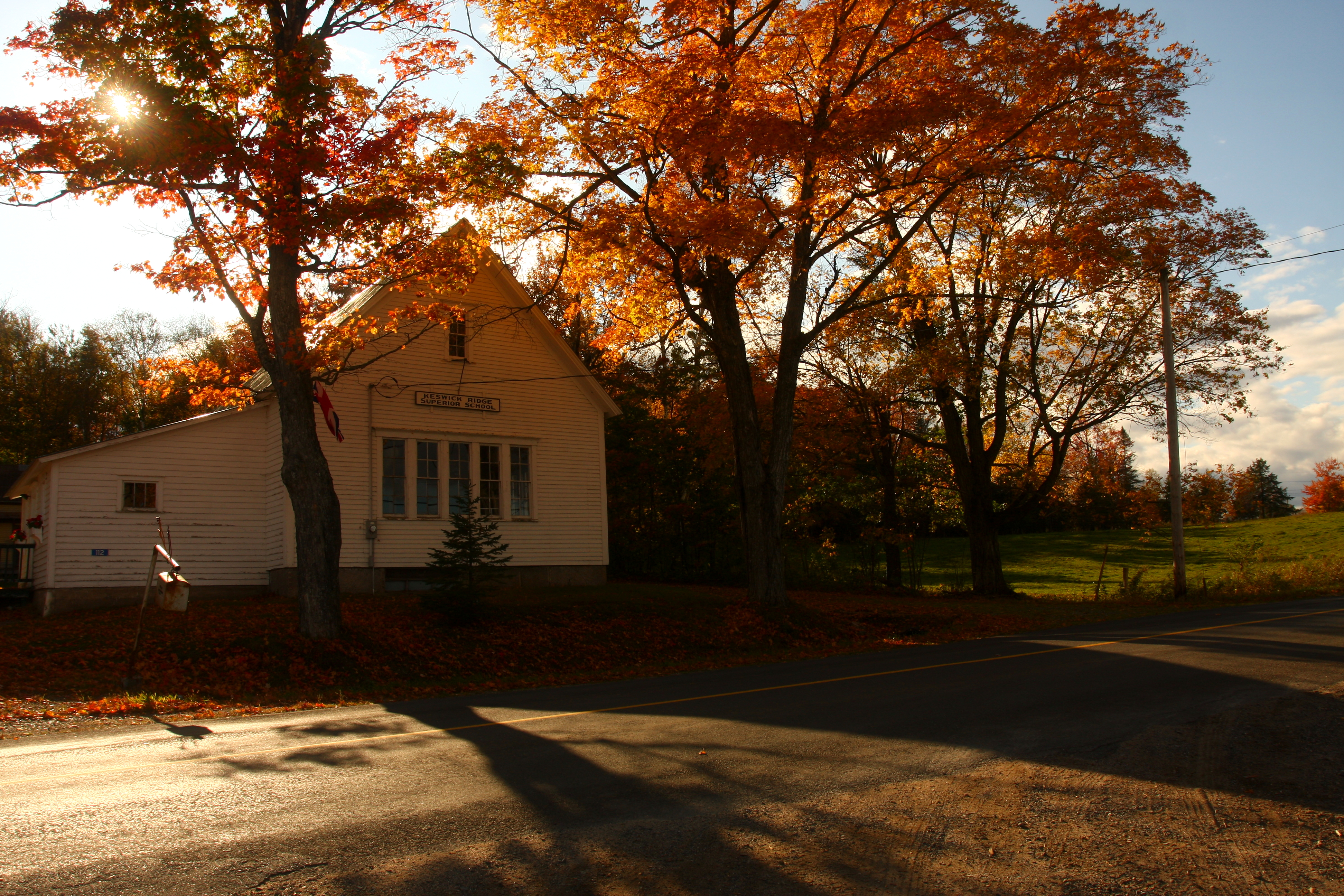
L'ancienne Keswick Ridge Superior School.